# Shaneel Naidu
Shaneel Naidu (28 marzo 1995) è un calciatore figiano, portiere.

## Carriera

### Nazionale
Ha partecipato alla Coppa d'Oceania del 2016.